# Conrad Colman
Conrad Colman, né le 2 décembre 1983 à Auckland, est un navigateur américano-néo-zélandais. En 2012, il est vainqueur de la Global Ocean Race, course autour du monde en Class40, en double. En 2016 et 2017, il est le premier Néo-Zélandais à participer à un Vendée Globe, et le premier marin des temps modernes à terminer un tour du monde sans avoir recours à un combustible fossile.

## Biographie

### Jeunesse et formation
Le père de Conrad Colman est un Américain parti découvrir le monde en bateau. À Auckland, il fait la connaissance d'une Néo-Zélandaise, un médecin, qui embarque avec lui et devient sa compagne. Conrad est « conçu en mer ». Il naît à Auckland, le 2 décembre 1983. Dès ses trois semaines, il prend la mer vers Bali, Singapour, l'Australie,. Il a onze mois lorsque son père tombe du mât, et se tue. Conrad rentre en Nouvelle-Zélande avec sa mère. Ils vivent dans l'île Waiheke, dans le golfe de Hauraki. Un de ses oncles apprend à Conrad la navigation.
À 15 ans, le garçon, qui a la double nationalité américano-néo-zélandaise, éprouve le besoin de découvrir le pays de son père. Il part dans le Connecticut, puis dans le Colorado où il poursuit ses études et obtient un diplôme d'économie. Il pratique le cyclisme et le VTT à haut niveau. Il participe en VTT à des courses de 24 heures, ce qui lui fait prendre goût à l'endurance. À côté de ces activités sportives, il fonde une petite entreprise de fabrication de cadres de bicyclette.
Il a déjà le Vendée Globe en tête. Il vend son affaire, et quitte les États-Unis pour Cowes, dans l'île de Wight. Pendant dix-huit mois, il y exerce divers métiers : maître-voilier, moniteur de voile… En 2008, il vient en France en tant que préparateur bénévole sur le futur Toe in the Water, de Steve White, qui va s'aligner au départ du Vendée Globe. Le premier Imoca que Colman voit en arrivant en France est Groupe Bel, un bateau qui renforce son envie de course au large, et qu'il achètera 14 ans plus tard,.

### Premières courses au large
En 2009, Colman court la Mini Transat à la barre de geneious.com/hottyper.com. Il termine à la 24e place des bateaux de série. Au retour, il s'installe à Lorient, en colocation avec d'autres « ministes ». En 2010, il court la Route du Rhum à la barre de 40 Degrees. Il termine 28e, sur 44 Class40. Selon lui, ces deux résultats modestes sont dus, à chaque fois, à une préparation de dernière minute.
À bord de Cessna Citation, il court avec quatre coéquipiers successifs la Global Ocean Race 2011-2012, tour du monde en Class40, en double. Il gagne quatre étapes sur cinq, et la course. C'est sa première victoire à la voile,.

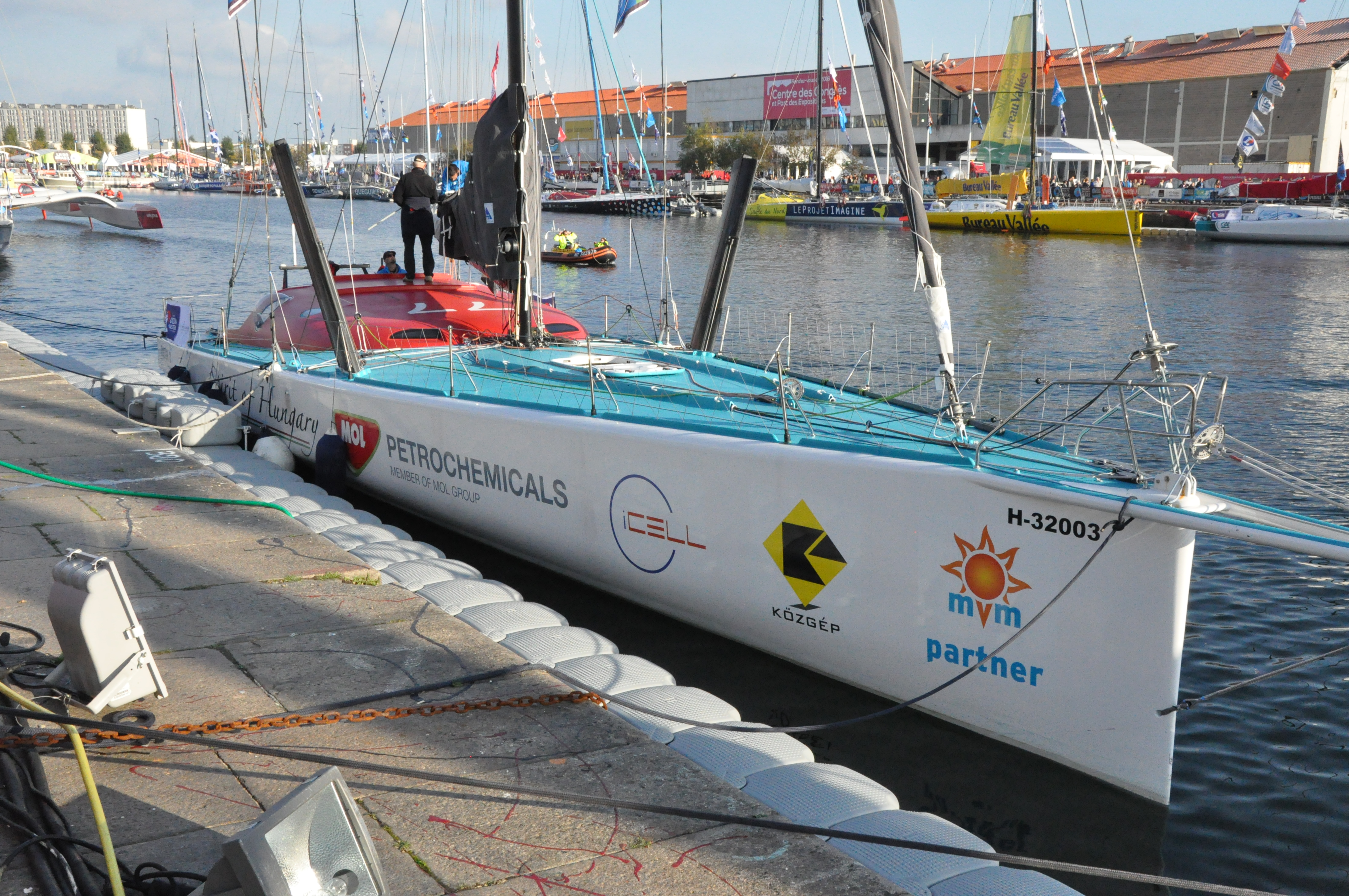
L'Imoca Spirit of Hungary de Nándor Fa.

En mai 2013, à bord de Lecoq Cuisine, en double avec Éric Lecoq, il finit 2e de The Atlantic Cup (en), la seule course de Class40 aux États-Unis.
Il travaille pour Bertrand de Broc, surtout en convoyage, ce qui lui permet d'apprendre à maîtriser un Imoca. En 2014, il embarque à bord de l'Imoca Spirit of Hungary du Hongrois Nándor Fa pour courir en double la Barcelona World Race. Le duo termine 7e.
Colman a en vue le prochain Vendée Globe. En septembre 2015, il achète un Imoca de 2005, l'ancien Maisonneuve de Jean-Baptiste Dejeanty. Il le rebaptise 100 % Natural Energy.
En 2016, il le convoie en équipage jusqu'aux Açores. Il traverse alors l'Atlantique en solitaire. Il arrive à New York le 28 mai. Le lendemain, il prend le départ de la Transat New York-Vendée-Les Sables-d'Olonne en même temps que les autres concurrents. Puis il revient au port pour d'ultimes travaux et pour des contrôles de sécurité. Il repart enfin le 30, avec 24 heures de retard. Il termine 12e sur 14.

### Vendée Globe 2016-2017

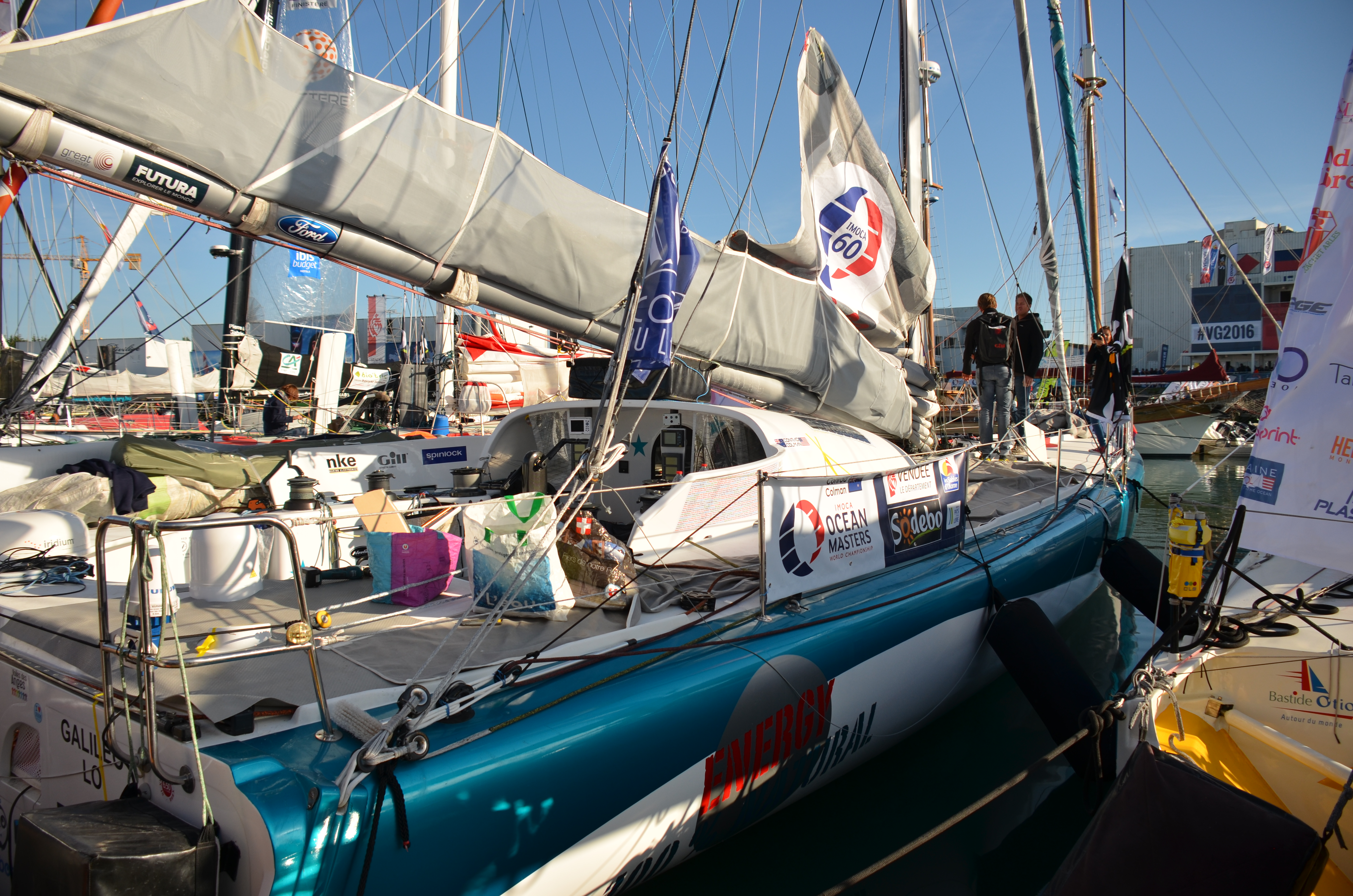
100 % Natural Energy, devenu Foresight Natural Energy pour le Vendée Globe 2016.

Le 6 novembre 2016, à bord de son bateau devenu Foresight Natural Energy, Colman est le premier Néo-Zélandais à prendre le départ d'un Vendée Globe. Écologiste convaincu, il veut accomplir son tour du monde sans recours à un combustible fossile. Les batteries sont alimentées par 24 modules photovoltaïques souples intégrés à la structure de la grand-voile et par un générateur entraîné par l'hélice. Générateur qui peut aussi faire tourner l'hélice pour propulser le bateau, quand celui-ci n'est pas en course.

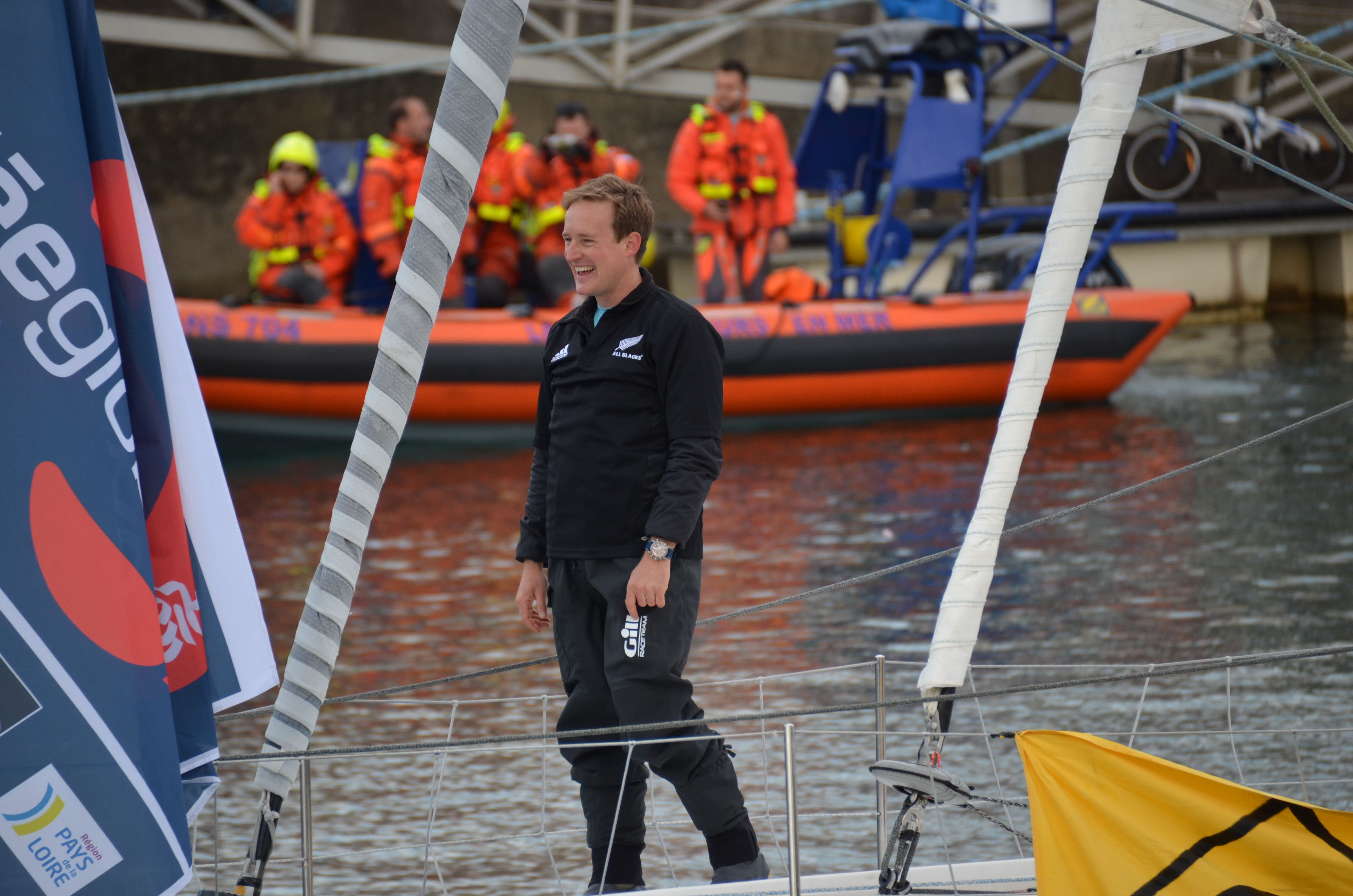
Conrad Colman au départ du Vendée Globe 2016.

Le 4 décembre, un incendie se déclare à bord de Foresight Natural Energy. Colman parvient à le maîtriser, se brûlant les mains. Mais des câbles endommagés court-circuitent le pilote automatique. Le bateau part à l'abattée, empanne et menace de chavirer. Colman enroule le gennaker. Le vent forcit. Colman affale le gennaker, qui se déroule. Craignant un démâtage, Colman tente d'enrouler à nouveau le gennaker. Il barre avec les genoux tout en moulinant les winches. Il réussit à enrouler son gennaker. À l'intérieur du bateau, des centaines de litres d’eau se sont introduits par le puits de quille. Colman parvient à remettre en marche son pilote automatique.

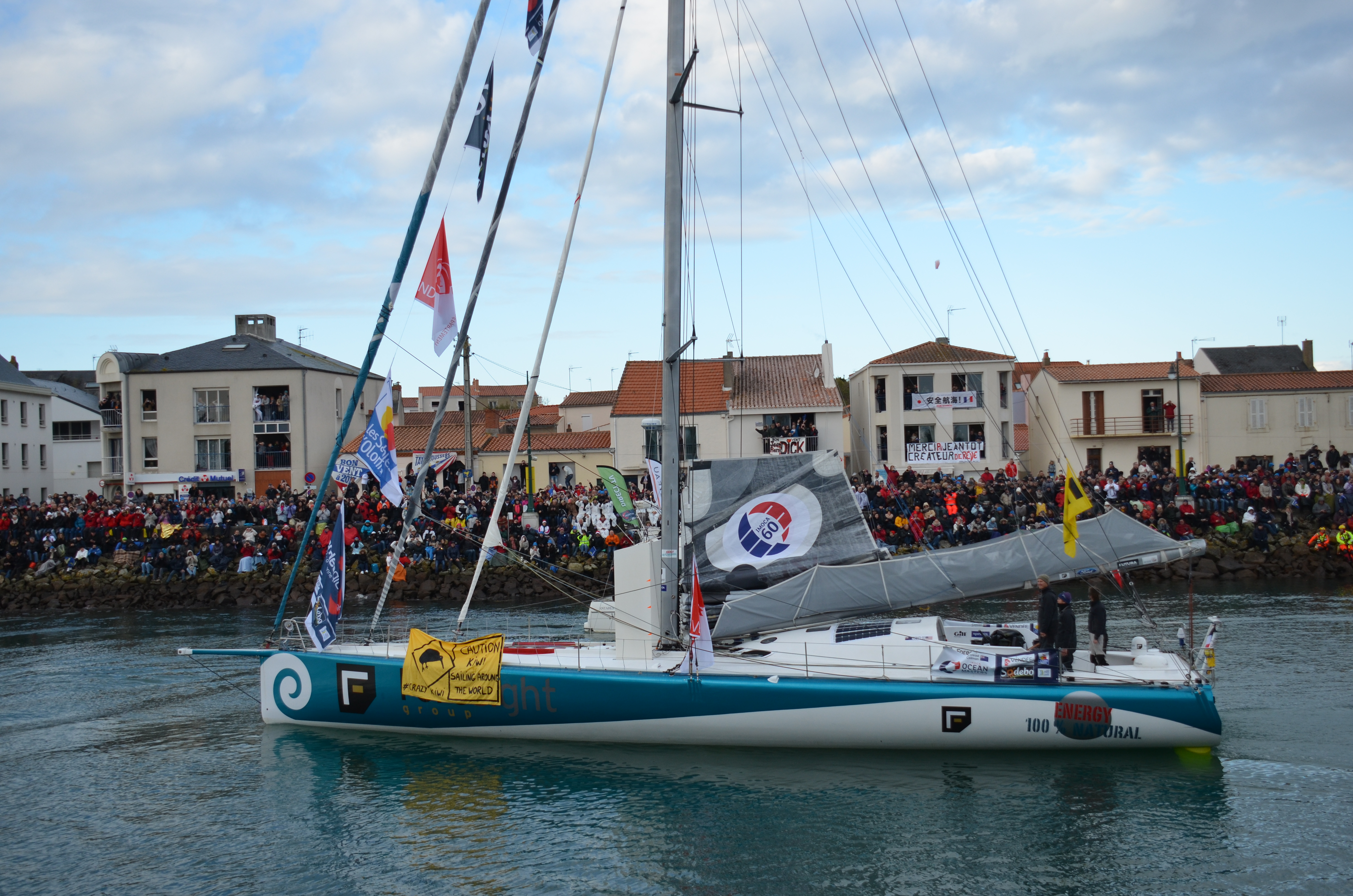
Foresight Natural Energy au départ du Vendée Globe 2016.

Fin décembre, par 35 nœuds établis, un problème de rail oblige Colman à descendre entièrement sa grand-voile. Un lazy jack (en) casse. La voile tombe sur le pont, projetant Colman par-dessus bord. Dans le noir, relié par une longe à la bôme, il est traîné sur le côté du bateau. Une vague le rapproche. Il réussit à s'accrocher à un chandelier et à remonter sur le pont.

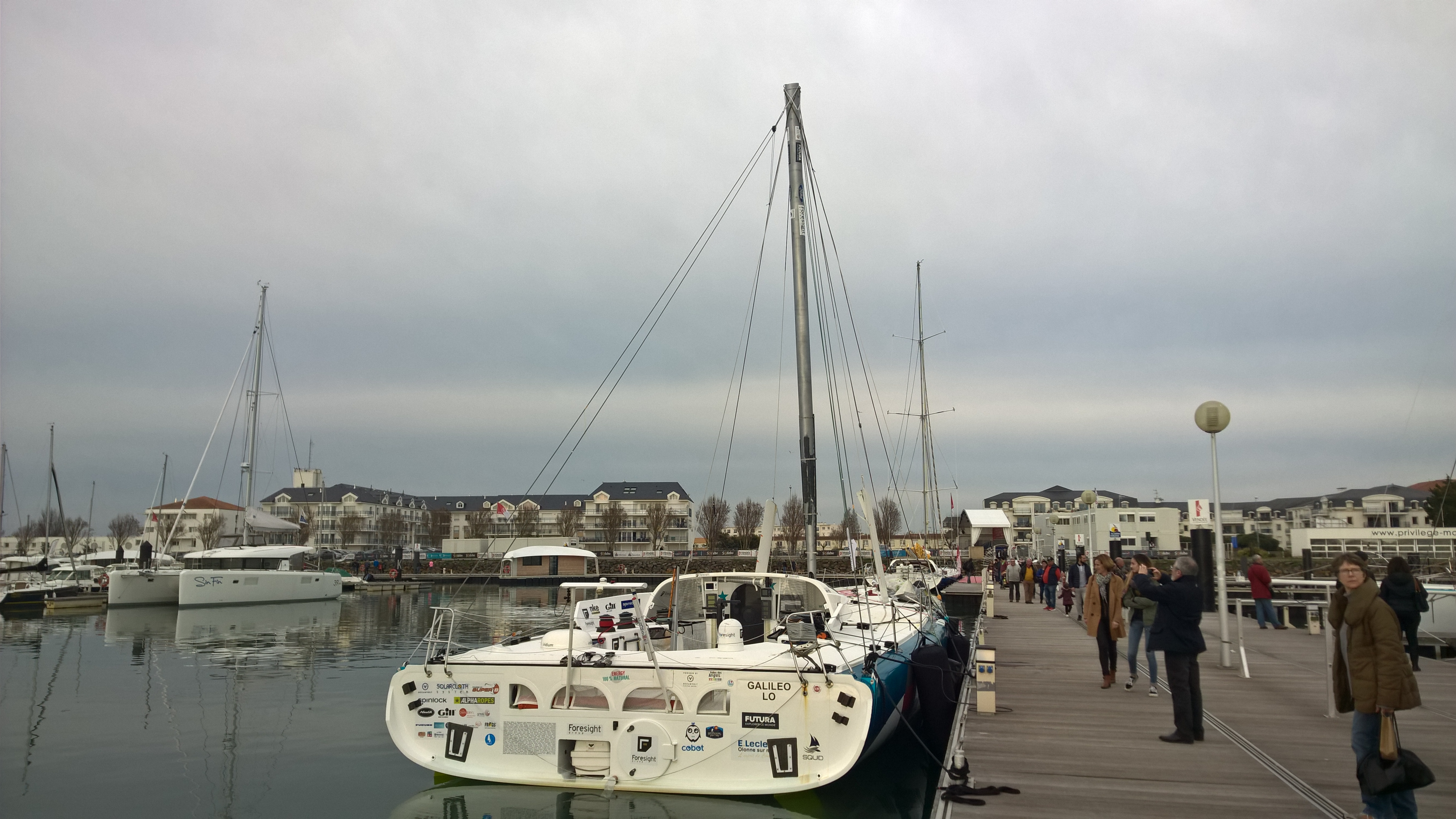
Après le Vendée Globe 2016, le mât de fortune de Foresight Natural Energy, improvisé avec les deux morceaux de la bôme.

Le 1er janvier 2017, dans un vent à 45 nœuds et des rafales à 60, l'axe de fixation de l'étai de J1 casse. L'étai se décroche en partie. La voile se déroule. Le bateau reste couché plusieurs heures durant. Le J1 est en lambeaux. Le câble est complètement détaché du pont et voltige en tous sens. Colman le remplace provisoirement par une drisse. Le lendemain, il fait route nord pour trouver une météo plus clémente, et monter au mât pour prendre le contrôle de l'étai.
Le 8 janvier, Colman est 9e, mais il a perdu trois voiles d'avant. Éric Bellion le dépasse.
Le 10 février, Colman est toujours 10e. À quelque 700 milles de l'arrivée, un hauban casse. Foresight Natural Energy démâte. Colman improvise un mât en réunissant les deux morceaux de la bôme, elle aussi cassée. Il découpe sa grand-voile. Durant ces quatre jours de travaux, il dérive au grand large du Portugal. Il commence à voir ses poursuivants le dépasser. Il peut reprendre sa route le soir du 14 février, ayant complété son gréement par le tourmentin. Il lui faut progresser à 3 ou 4 nœuds dans des vents contraires. Son démâtage lui fait perdre six places.
Le 24 février, après 110 jours de mer, venant de parcourir 740 milles sous gréement de fortune, il finit 16e. Avec un budget représentant 5 % de celui du vainqueur, il est le premier navigateur des temps modernes à boucler un tour du monde sans recours à un combustible fossile.

### Projet inabouti de Vendée Globe 2020
Fatigué, à bout de ressources financières, Colman devient journaliste et consultant pour la Volvo Ocean Race 2017-2018,. En 2019, il fait une saison sur le circuit Figaro. En octobre, son Imoca Foresight Natural Energy est acheté par Sébastien Destremau.
En novembre 2019, en vue du Vendée Globe 2020, Colman loue un plan Lombard de 2004, l'ancien Sill 2 de Roland Jourdain. Il s'entoure d'une équipe pour le préparer. Il le rebaptise Ethical Power. Mais il échoue dans sa quête de sponsor. Fin juillet 2020, il doit renoncer.

### Projet de Vendée Globe 2024

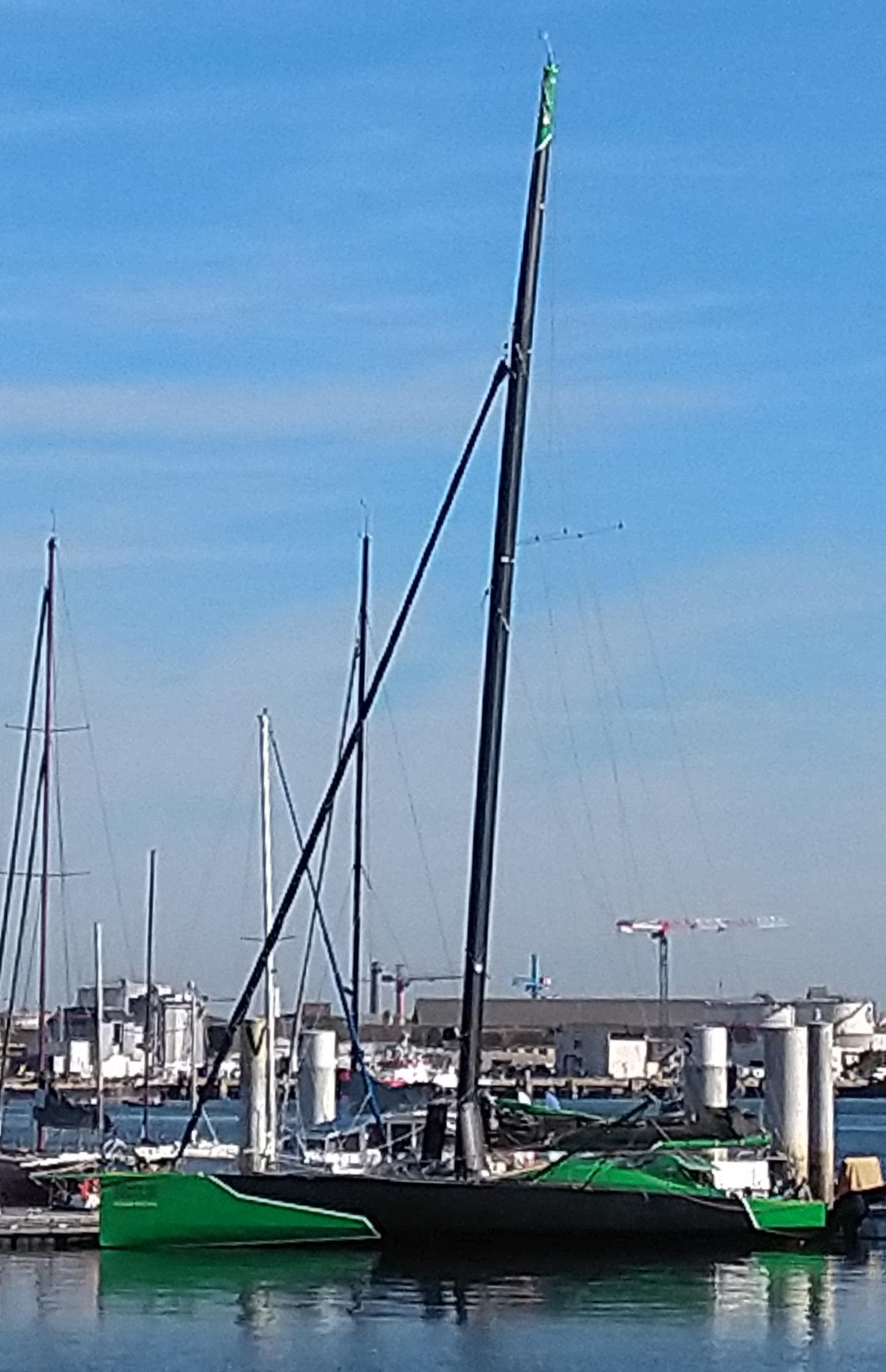
Imagine au Kernevel, en Larmor-Plage, en septembre 2022.

#### 2022
En mars 2022, Colman achète le V & B Mayenne de Maxime Sorel, le premier Imoca qu'il avait vu en arrivant en France, alors baptisé Groupe Bel. Le bateau est remis à l'eau le 5 avril. Il retrouve un nom qu'il a brièvement porté en 2014 : Imagine. Un mois plus tard, Conrad peut prendre le départ de la Bermudes 1000 Race. Il se classe 10e. En juin, il termine 18e de la Vendée-Arctique-Les Sables-d'Olonne. En septembre, il termine 18e sur 24 dans les 48 Heures du Défi Azimut. En novembre, il est 18e sur 38 Imoca dans la Route du Rhum.

#### 2023
En 2023, d'importants travaux sont effectués : remplacement de la quille, allégement du bateau, renforcement général de la structure, système de ballast simplifié, nouvelle casquette. Imagine est remis à l'eau juste avant le Défi Azimut 2023, mais le délai est trop court pour lui permettre de figurer dans cette course.
Quelques jours plus tard, Colman trouve un premier partenaire, l'assureur britannique MS Amlin, qui s'engage auprès de lui pour un an,. En octobre, peu avant le départ de la Transat Jacques-Vabre, un deuxième sponsor vient épauler Colman, l'entreprise de messagerie américano-Italienne Mail Boxes Etc. (en) (MBE), partenaire-titre pour les deux courses de fin d'année. Imagine devient Mail Boxes Etc..
En novembre, en double avec Fabio Muzzolini, Colman termine 24e sur 40 Imoca dans la Transat Jacques-Vabre,. En décembre, il est 15e sur 32 — et 2e des bateaux à dérives droites — dans le Retour à la Base, course en solitaire Fort-de-France-Lorient réservée aux Imoca,.

#### 2024

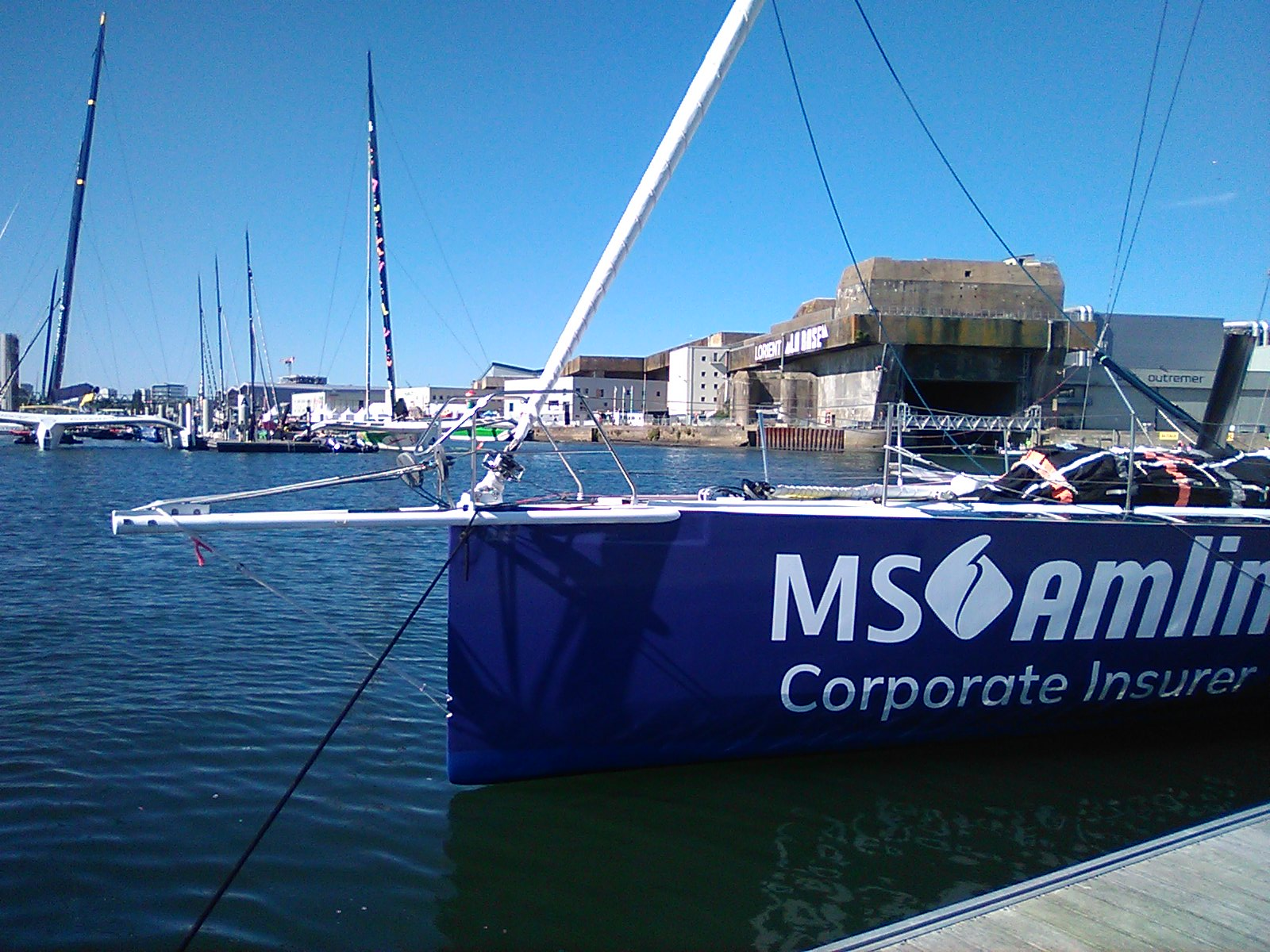
MS Amlin à Lorient pour le Défi Azimut 2024.

En février 2024, la compagnie MS Amlin prolonge son engagement. Elle soutient Colman jusqu'à la Transat Jacques-Vabre 2025. Le bateau s'appelle maintenant MS Amlin. En juin, Colman se classe 21e sur 28 dans la New York-Vendée-Les Sables-d'Olonne. Sa participation à cette course valide sa qualification pour le Vendée Globe. En septembre, il est 15e sur 19 dans les 48 Heures du Défi Azimut.

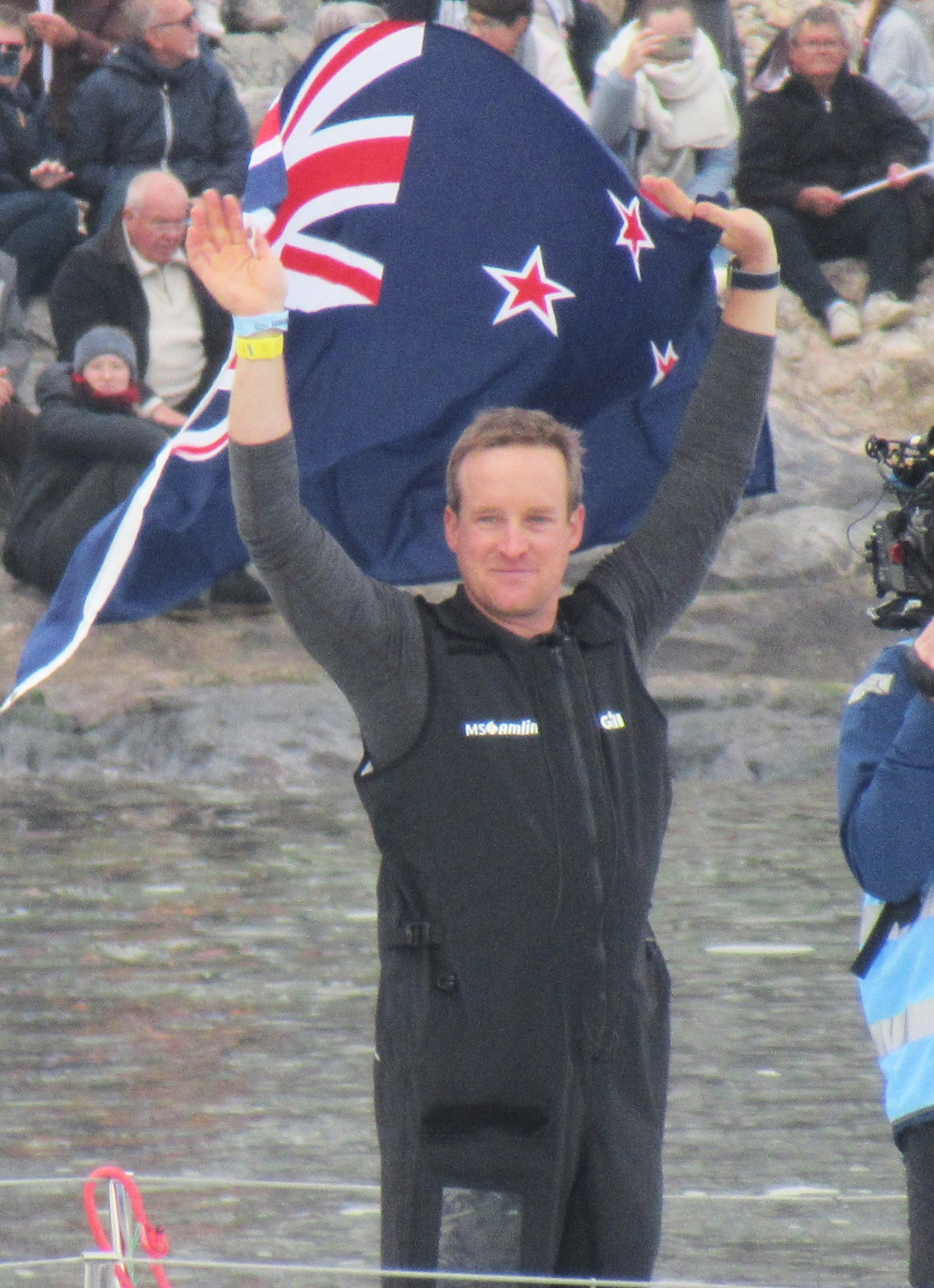
Au départ du Vendée Globe 2024-2025.

## Palmarès
- 2009. 24e sur 49 bateaux de série dans la Mini Transat, à la barre de geneious.com/hottyper.com 480[9].
- 2010 :
  - 3e en Class40 de Happy Baie ! à bord de 40 Degrees, avec Boris Herrmann et Jesse Naimark-Rowse[14].
  - 28e en Class40, dans la Route du Rhum, à la barre de 40 Degrees[10] en 21 j 9 h 22 min 22 s[14].
- 2011-2012. Vainqueur sur 6 dans la Global Ocean Race, tour du monde en Class40, en double (quatre coéquipiers successifs, quatre étapes sur cinq gagnées), à bord de Cessna Citation[4],[11],[12], en 150 j 2 h 59 min 39 s[14].
- 2013. 2e sur 7 dans The Atlantic Cup (en), à bord de Lecoq Cuisine, en double avec Éric Lecoq[13],[14].
- 2015. 7e sur 8 de la Barcelona World Race, en double avec Nándor Fa, à bord de Spirit of Hungary, en 110 j 10 h 59 min 40 s[16].
- 2016. 12e sur 14 de la Transat New-York-Vendée-Les Sables-d'Olonne, à la barre de 100 % Natural Energy[17].
- 2016-2017. 16e sur 29 engagés, dans le Vendée Globe à la barre de Foresight Natural Energy, en 110 j 1 h 58 min 41 s[29].
- 2019 :
  - 19e (1er débutant) de la Sardinha Cup, avec Sébastien Marsset, à bord du Figaro 3 Ethical Power 40[52].
  - 26e sur 47 dans la Solitaire du Figaro, à la barre d'Ethical Power[53].

### À la barre de l'ImocaImagine
2022 :
- 10e sur 24 dans la Bermudes 1000 Race[36].
- 18e sur 25 dans la Vendée-Arctique-Les Sables-d'Olonne[37].
- 18e sur 24 dans les 48 Heures du Défi Azimut[38].
- 18e sur 38 Imoca dans la Route du Rhum[39].

### À la barre de l'ImocaMail Boxes Etc., NZL 64
2023 :
- 24e sur 40 Imoca dans la Transat Jacques-Vabre, en double avec Fabio Muzzolini, en 15 j 6 h 12 min 5 s[45],[46].
- 14e sur 32 du Retour à la Base, et 2e des bateaux à dérives droites[47],[48], en 11 j 9 h 30 min 42 s.

### À la barre de l'ImocaMS Amlin, NZL 64
2024 :
- 21e sur 28 de la New York-Vendée[49].
- 15e sur 19 des 48 Heures du Défi Azimut[51].

2025 : 
- 21e sur 40 du Vendée Globe[54].